# Rosa del Conte
Rosa del Conte (n. 10 aprilie 1907, Voghera, Lombardia, Regatul Italiei – d. 3 august 2011, Roma, Italia) a fost o filologă italiană, membră de onoare a Academiei Române (din 1994). A ținut cursuri la Universitatea Sapienza din Roma și la Universitatea din București. 
Rosa del Conte este considerată ca fiind unul dintre cei mai importanți eminescologi străini, autoare a unor studii ce privesc opera lui Mihai Eminescu, între care cel mai important este Eminescu sau despre Absolut (Mihai Eminescu o dell‘ Assoluto, Modena, S.T.E.M., 1961), studiu apărut în România în traducerea lui Marian Papahagi.

## Activitatea academică
Profesor universitar la Facultatea de Limba și Literatura Română și Filosofie din Roma din 1955 (titulară din 1967), după ce a predat și la București, Câmpulung Muscel și Cluj Napoca (1942-1948) iar apoi la Universitatea din Milano.
A tradus în limba română din Elio Vittorini, Salvatore Quasimodo, Eugenio Montale și a tipărit în România cursurile universitare despre poezia Dulcelui Stil Nou sau despre Dante Alighieri, iar în Italia a ținut cursuri și conferințe despre folcloristica și cultura veche românească, precum și despre poeți ca Vasile Cârlova, Heliade, Macedonsky sau G. Coșbuc. A tradus din Blaga, Arghezi, V. Voiculescu, oferind publicului italian ediții însoțite de studii și prezentări critice.
A scris mai multe articole despre literatura română în diverse enciclopedii și dicționare de autori.
După retragerea din activitatea de profesor universitar, Rosa del Conte se ocupă tot mai mult de traducerile din lirica lui Mihai Eminescu, alcătuind astfel o amplă antologie italiană.
A fost distinsă cu titlul de Doctor Honoris Causa al Universității „Alexandru Ioan Cuza” din Iași și a fost aleasă membru de onoare al Academiei Române.

## In honorem
În 2007 a fost sărbătorită pentru împlinirea venerabilei vârste de 100 de ani, devenind astfel cel mai longeviv filolog și critic literar.

## Distincții
- Ordinul național Steaua României în grad de Mare Ofițer (2003) „pentru deosebitele contribuții științifice la studierea limbii, civilizației și istoriei românești, pentru răspândirea acestor cunoștințe în Republica Italiană și pentru promovarea legăturilor tradiționale de prietenie dintre cele două națiuni”.[4]